# Sin čovečji
Sin čovečiji je izvorno semitski jezički idiom nastao u drevnoj Mesopotamiji, koji se koristi za označavanje čovečanstva ili sebe. Izraz “sin čovečji” doslovno znači “sin čovečanstva” ili “ljudsko biće”. Kao oznaka za budućeg čoveka, može se prevoditi i polno neutralno kao izdanak čovečanstva ili “dete čovečanstva”.
Izraz se koristi kao religijski pojam u judaizmu i hrišćanstvu. Na grčki jezik je preveden kao ὁ υἱὸς τοὺ ἀνθρώπου. 

## Hebrejska Biblija
U hebrejskim zapisima to je onaj koji mora umreti (Psalmi i Knjiga o Jovu), ali koga će Bog osvetiti. Izraz je u eshatološkom smislu upotrebljen u Knjizi Danilovoj, gde se tvrdi da će “sin čovečji” doći na zemlju da sudi ljudima prema njihovim delima. 

## Novi zavet
Isus je veoma često upotrebljavao izraz "sin čovečji". On je ovim izrazom nekada označava sebe, nekad ljude uopšte, a nekada božansku figuru koja će doći da sudi, a čiji identitet nije sasvim jasan.

## Spoljašnje veze
- Jewish Encyclopedia: Son of Man
- Catholic Encyclopedia: Son of Man